# 魔女の怪画集
『魔女の怪画集』（まじょのかいがしゅう）は、晴智による日本の漫画。『ジャンプスクエア』（集英社）2017年12月号より2020年2月号まで連載、『少年ジャンプ+』（集英社）に移籍し2020年2月4日から2020年5月2日まで連載された。単行本の累計発行部数は最終巻発売時点で35万部。

## あらすじ
孤児院で暮らす少女・アイシャが自身の血を混ぜて描いた絵には、それを手にした人々に奇跡をもたらす不思議な力が宿っていた。やがてそれらは人間の欲望にまみれ、「魔女の怪画」と忌み嫌われるようになる。アイシャは自ら描いた友人・ロキに「全ての絵を燃やしてほしい」と最期の願いを託す。

## 登場人物

### 主要人物
ロキ
本作の主人公。アイシャの描いた落書きから生まれた少年。彼女の血で髪を着色されたことにより、初めて肉体を得る。人間に対して激しい憎しみを抱いていたが、ザクセンを通じ人に対する気持ちが和らぎ始めた頃、アイシャそっくりな少女リチェと出会い彼の中で変化が生まれてくる。
アイシャ
本作のヒロイン。故人。
孤児院育ちの病弱な少女。自身の血を混ぜて描いた絵が奇跡を起こすという不思議な力を持つ。
109年前に死亡しているが、時折ロキの回想で登場している。ロキが作った墓には何故かアイシャの遺骨がなく……。
リチェ
12歳。幼少の頃のアイシャそっくりな容姿。元々は人形であったが、ロキが触れたことで人間の姿になった謎の少女。
天真爛漫で屈託のない愛らしい性格をしているが、記憶が無いらしく記憶探しも兼ねてロキと一緒に旅をしている。

### ウィンクルム商会
ザクセン
ウィンクルム商会、第4課の課長。
個性的なメンバーを抱え束ねる、名実ともにリーダー的な存在。
トウエン
ウィンクルム商会、第4課に所属。
スリ歴10年で現在更生中のため自ら手枷をしている。
レーヴィ
ウィンクルム商会、第4課に所属。
人探しのためにザクセンの怪画探しに協力。女口調だがオカマではない。
モナ
第4課所属ではないが、ザクセンの下でメンバーのサポートを担う。

### 聖美術財団
エレナ
聖美術財団（セイクリッドメセナ）の学芸員。
ロキに強い恨みを抱いている。特級学芸員になるため聖痕の儀を受けた。
セス
聖美術財団（セイクリッドメセナ）の中級学芸員。エレナを操る。二人目の魔女としてリチェに目をつけている。
イーシャス村で怪画が原因の感染病患者に扮し初登場するが、この時から「美味しそう」と言ってリチェの指をカプりとしたり、リチェを「子猫ちゃん」と呼んだりと濃いキャラぶりを発揮している。
カプりの際にはリチェに顔面蒼白でドン引きされた。
背中から謎の複数の黒い手のようなものを出す。エレナ同様、身体に怪画を取り込んでいるのか…？
スノウ
フルネーム、スノウ・ロペス。聖美術財団（セイクリッドメセナ）のミナト支部の学芸員。
正体はトウエンの兄ビチョウだが本人は記憶喪失を装い素性を隠している。
ある目的のためにヴァクスを手を組む。

## 書誌情報
- 晴智 『魔女の怪画集』 集英社〈ジャンプ・コミックス〉、全8巻
  1. 2018年2月7日発行（2月2日発売[集 2]）、ISBN 978-4-08-881344-8
  2. 2018年6月9日発行（6月4日発売[集 3]）、ISBN 978-4-08-881532-9
  3. 2018年10月9日発行（10月4日発売[集 4]）、ISBN 978-4-08-881593-0
  4. 2019年2月9日発行（2月4日発売[集 5]）、ISBN 978-4-08-881733-0
  5. 2019年6月9日発行（6月4日発売[集 6]）、ISBN 978-4-08-881846-7
  6. 2019年10月9日発行（10月4日発売[集 7]）、ISBN 978-4-08-882088-0
  7. 2020年2月9日発行（2月4日発売[集 8]）、ISBN 978-4-08-882213-6
  8. 2020年6月9日発行（6月4日発売[集 1]）、ISBN 978-4-08-882322-5